# 1955-ös magyar gyeplabdabajnokság
Az 1955-ös magyar gyeplabdabajnokság a huszonhatodik gyeplabdabajnokság volt. A bajnokságban négy csapat indult el, a csapatok két kört játszottak.
A Lokomotív, Postás és Előre egyesületek Törekvés néven egyesültek.
Az idény során a Bp. Kinizsi, az idény után a Bp. Szikra is megszüntette szakosztályát, ezért a megmaradt két csapat részére nem írtak ki bajnokságot az 1956-os idényre.

## Tabella
| #  | Csapat       | M | Gy | D | V | G+ | G- | P  |
| -- | ------------ | - | -- | - | - | -- | -- | -- |
| 1. | Bp. Törekvés | 6 | 5  | 0 | 1 | 8  | 1  | 10 |
| 2. | Bp. Építők   | 6 | 4  | 1 | 1 | 1  | 1  | 9  |
| 3. | Bp. Szikra   | 6 | 2  | 1 | 3 | 0  | 4  | 5  |
| 4. | Bp. Kinizsi  | 6 | 0  | 0 | 6 | 0  | 3  | 0  |

* M: Mérkőzés Gy: Győzelem D: Döntetlen V: Vereség G+: Ütött gól G-: Kapott gól P: Pont